# Висконти, Луи
Луи́ Ту́ллий Иоахим Висконти (фр. Louis Tullius Joachim Visconti; 11 февраля 1791, Рим — 23 декабря 1853, Париж) — французский архитектор итальянского происхождения периода историзма, начинал проектирование и строительство нового «Нового Лувра» в Париже, завершённого Э. М. Лефюэлем, представляющего собой характерный пример французского стиля Второго ампира, или Стиля Наполеона III. Он также был создателем надгробного памятника Наполеону Бонапарту в крипте собора Дома Инвалидов в Париже и одним из разработчиков проекта строительства Национальной библиотеки в Париже.

## Биография
Луи Висконти происходил из знаменитой семьи итальянских археологов: его дед Джанбаттиста-Антонио Висконти (1722—1784) был известным археологом, антикваром, реставратором, историком искусства и музейным работником, основателем Ватиканского музея, а его отец, Эннио Квирино Висконти (1751—1818), также был выдающимся археологом, антикваром и хранителем Капитолийского музея. Кроме того, он с 1798 года занимал кресло министра внутренних дел Римской республики, но в следующем году ему пришлось покинуть Рим, занятый войсками неаполитанского короля Фердинанда IV, и вместе с восьмилетним сыном бежать во Францию. В 1799 году Эннио Квирино Висконти получил французское гражданство и был назначен хранителем отдела древностей и картин в Лувре.
С 1808 по 1817 год Луи изучал архитектуру под руководством Шарля Персье в Школе изящных искусств в Париже. Он также был учеником живописца Франсуа-Андре Венсана. В 1814 году получил вторую Римскую премию по архитектуре, а в 1817 году — премию архитектурного отделения Школы изящных искусств.
В 1826 году Луи Висконти был назначен архитектором-смотрителем (architecte-voyer) по 3-му и 8-му округам Парижа, в 1832 году — куратором 8-го отдела общественных памятников в Париже (состоящего из Королевской библиотеки, памятника на Площади Побед, Ворот Сен-Мартен и Сен-Дени и Вандомской колонны), в 1848 году — архитектором округа, а в 1849 году — архитектором правительства.
В 1825 году Висконти был назначен архитектором Национальной библиотеки. Его главной обязанностью в этой должности стали реставрационные работы читального зала. Он заслужил репутацию как архитектор, проектирующий жилые дома, хотя в то же время создал ряд общественных фонтанов в Париже, включая такие как «Гальон» (1824—1828), «Лювэ» (1835—1839) и «Мольер» (1841—1843).

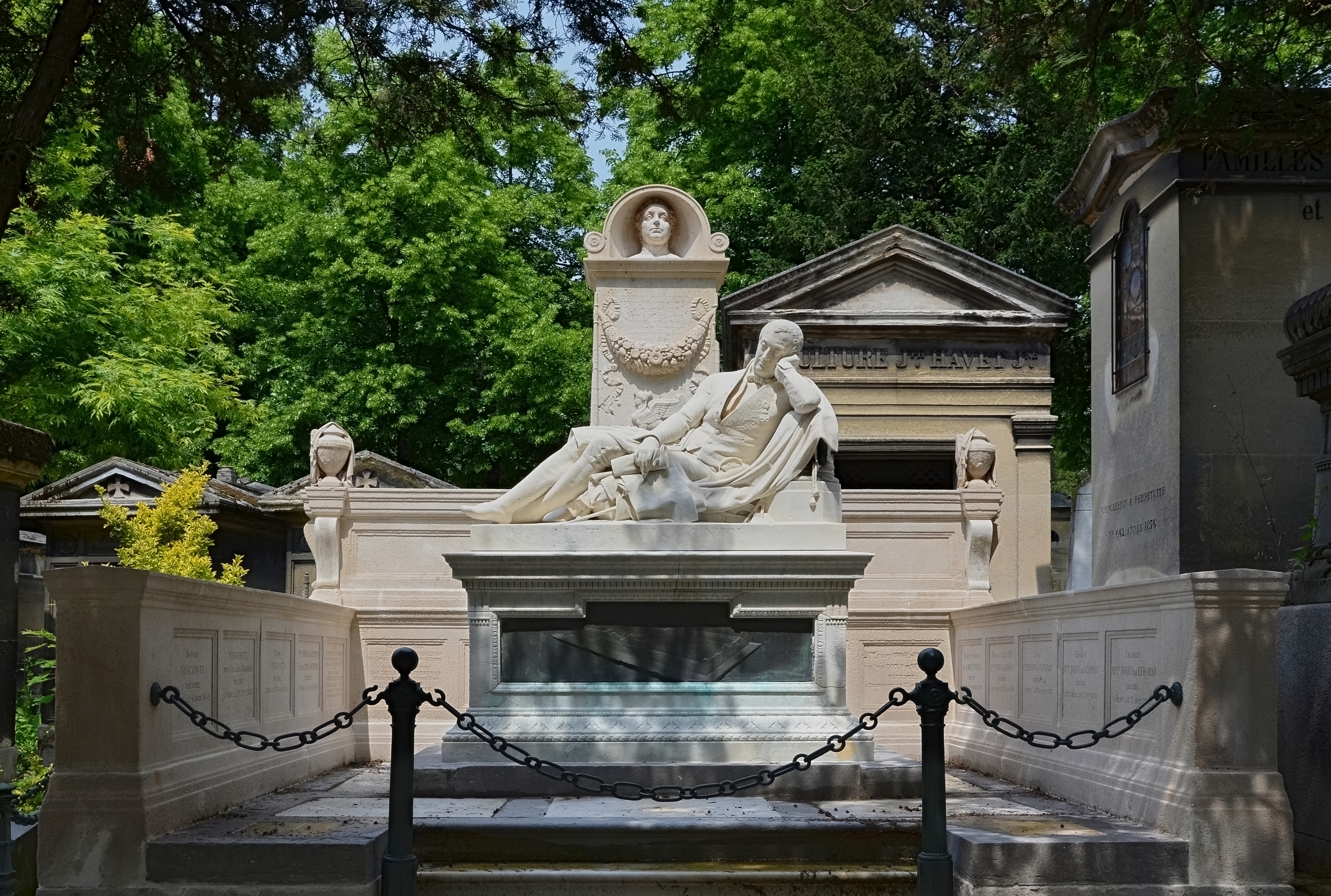
Надгробие Луи Висконти кладбище Пер-Лашез в Париже

Он принимал участие в возрождении «живописного» и готического стилей, особенно это заметно в архитектурном решении замка де Люсси (1844), который построен на манер английского коттеджа.
В 1840 году Луи Филипп приказал перевезти прах Наполеона в Дом инвалидов в Париже, архитектор проектировал украшение города для торжественного возвращения останков Наполеона и создал проект гробницы Наполеона в крипте церкви (позднее собора) Дома инвалидов: саркофаг из красного мрамора, стоящий на постаменте из зелёного гранита. После вступления на престол Наполеона ІІІ ему было поручено проектирование соединительной галереи между старым зданием Лувра и Тюильри. Проект впоследствии был воплощён в жизнь с доработками архитектора Эктора-Мартина Лефюэля.
Сотрудничая с Эмилем Трела в мае 1848 года в работах по восстановлению Королевской библиотеки Лувра, Висконти создал первый черновой проект завершения Дворца Лувра. 7 июля 1852 года он был назначен архитектором Дворца Тюильри и 16 февраля 1853 года архитектором императора Наполеона III. Он также отвечал за соединение дворцов Лувра и Тюильри, проект, известный как «Новый Лувр» (Nouveau Louvre) и завершённый позже Э. М. Лефюэлем.
В 1852 году Луи Висконти был назначен президентом Центрального общества архитекторов (Société Centrale des Architectes). Висконти умер от сердечного приступа в 1853 году, в год своего избрания в Академию изящных искусств. Похоронен на кладбище Пер-Лашез в Париже.

## Галерея

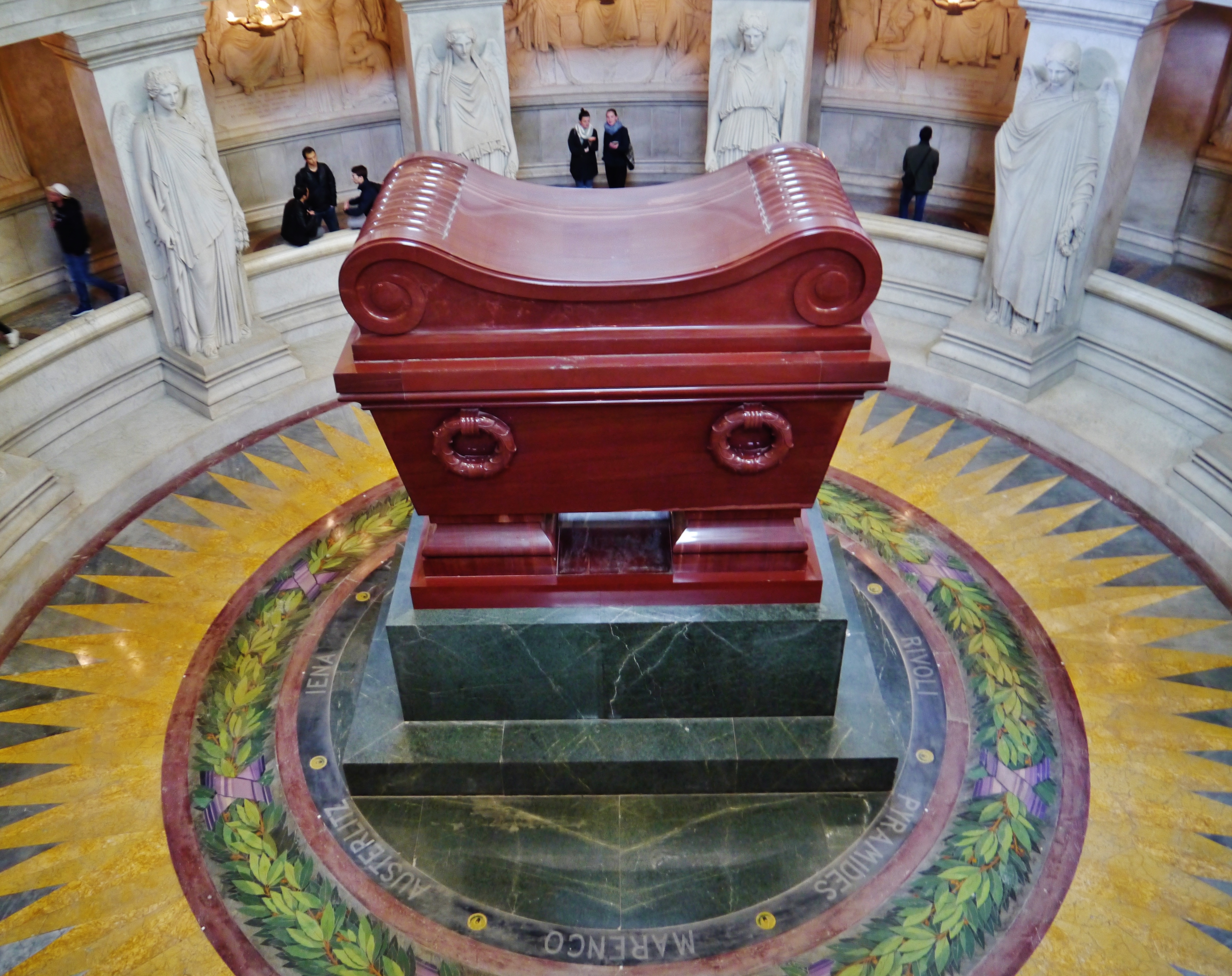
Надгробие Наполеону Бонапарту. Крипта собора Дома Инвалидов, Париж
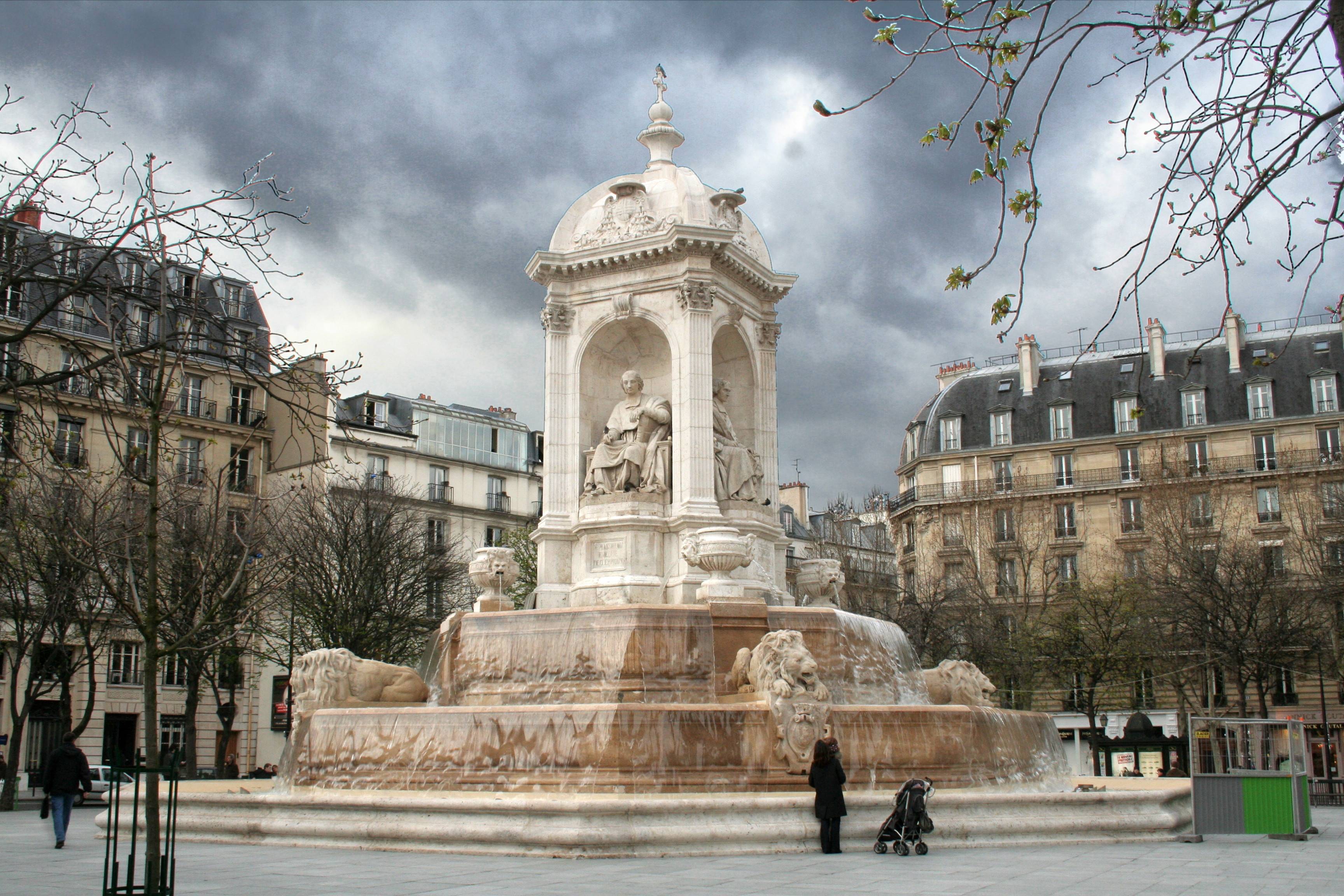
Фонтан Сен-Сюльпис, Париж
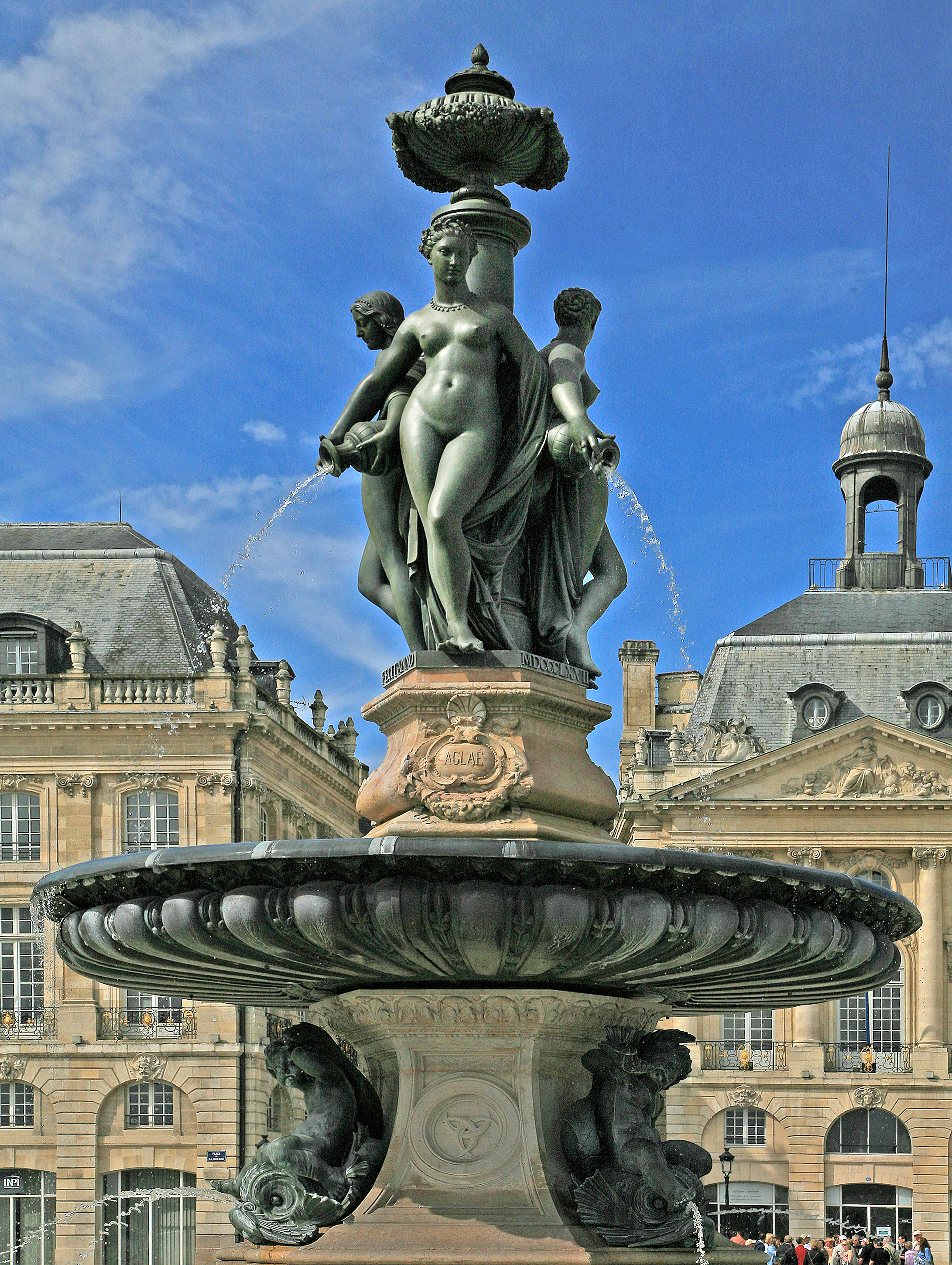
Фонтан Три грации. 1869. Бордо
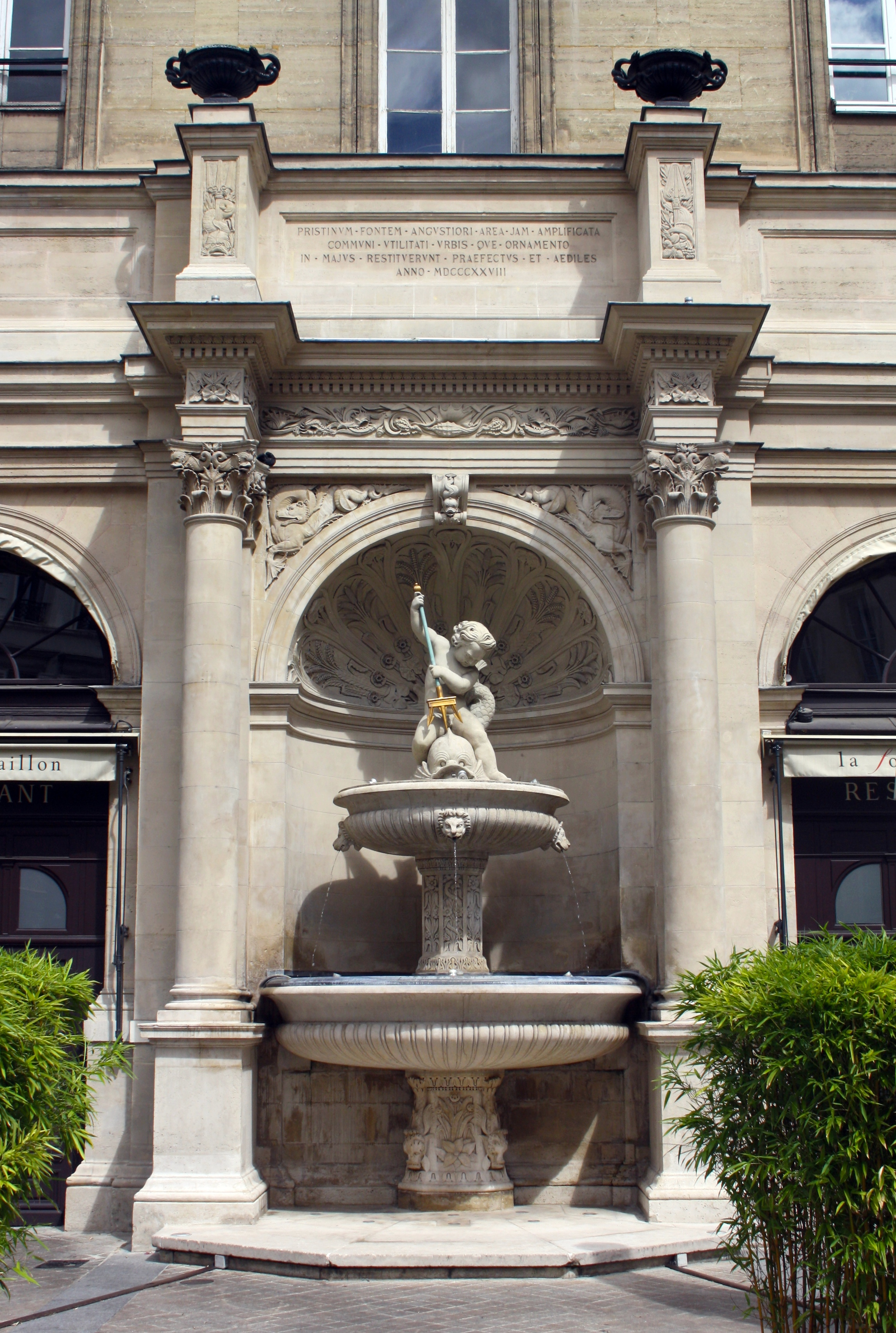
Фонтан Гайон. 1822. Париж
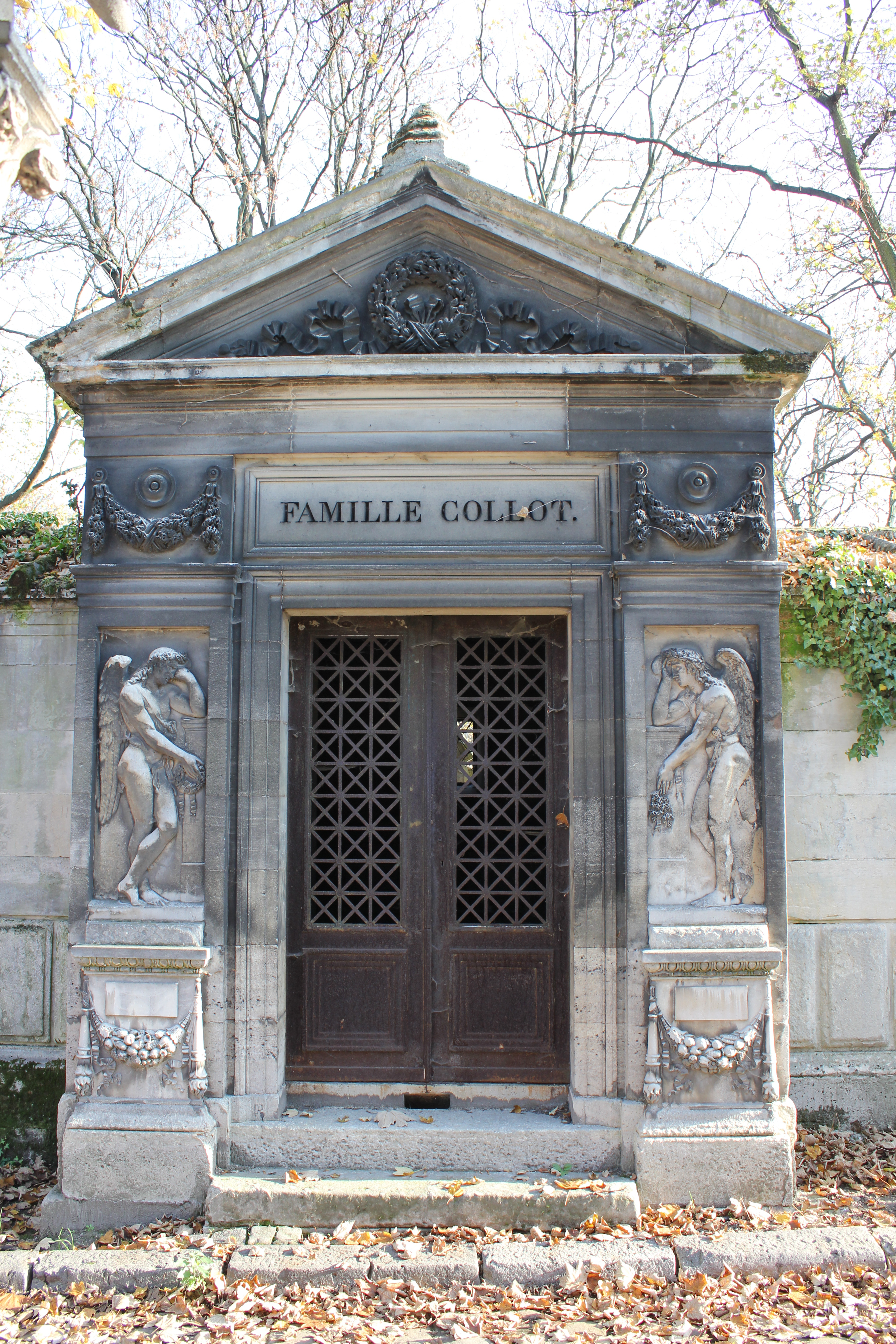
Мавзолей семьи Колло. 1820-е. Кладбище Пер-Лашез, Париж